# Valemount (British Columbia)
Valemount ist einer der Hauptorte des kanadischen Mount Robson Valleys. Er liegt etwa 300 km nordöstlich von Kamloops in British Columbia, 300 km südöstlich von Prince George und 120 km westlich von Jasper, Alberta.

## Geschichte
Die Zuerkennung der kommunalen Selbstverwaltung und damit verbunden die offizielle Gemeindegründung erfolgte für die Gemeinde am 13. Dezember 1962 (incorporated als Village Municipality).

## Demographie
Der Zensus im Jahre 2011 ergab für die Distriktgemeinde eine Bevölkerungszahl von 1.020 Einwohnern. Die Bevölkerung der Stadt hatte dabei im Vergleich zum Zensus von 2006 nur um 0,2 Prozent zugenommen, während die Bevölkerung in British Columbia gleichzeitig um 7,0 Prozent angewachsen war.
Beim Zensus 2016 ergaben sich 1.021 Einwohner.
Zum Zeitpunkt der Volkszählung von 2001 lebten hier 1195 Personen, was einem Rückgang der Bevölkerung im Vergleich zu jener von 1996 (1303) um mehr als 8 Prozent entspricht. Dieser ist wohl auf die Krise der holzverarbeitenden Industrie zurückzuführen, da Valemount neben dem Tourismus in erster Linie von diesem Wirtschaftszweig lebt.

## Verkehr
Der örtliche Flughafen Valemount (IATA-Flughafencode: -, ICAO-Code:-, Transport Canada Identifier: CAH4) liegt etwa 4 km nordöstlich der Gemeinde. Er hat nur eine asphaltierte Start- und Landebahn von 1.199 m Länge.
An der örtlichen Bahnstation der Gemeinde stoppt der transkontinentale Fernverkehrszug The Canadian der Gesellschaft VIA Rail auf seiner Fahrt zwischen Toronto und Vancouver.
Zusätzlich ist die Gemeinde an ein überregionales Netz von Busverbindungen angeschlossen, welches von BC Bus North betrieben wird. Die Gemeinde ist in diesem Netz an der Verbindung Prince George–Valemont angebunden. Mit Stand 2020 sind in diesem Netz insgesamt 34 Gemeinden und Siedlungen im zentralen und nördlichen British Columbia verbunden.

## Tourismus
Die Attraktivität als Tourismusort verdankt Valemount seiner reizvollen Lage zwischen Cariboo Mountains und Rocky Mountains, der Nähe zum Oberlauf des Fraser River und zum Mount Robson, dem höchsten Berg der kanadischen Rocky Mountains. Auch die verkehrstechnisch günstige Lage Valemounts nahe dem Kreuzungspunkt der Highways 5 und 16 (Yellowhead Highway Junction) ist von Vorteil für Valemount. Im Winter zieht es in erster Linie Snowmobil-Touristen nach Valemount. Alpiner Skisport wird eher im 90 km südlich von Valemount gelegenen Blue River (Heli Skiing) beziehungsweise in Jasper betrieben.